# Vrbica (Žepče)
Pour les articles homonymes, voir Vrbica.
Vrbica (en cyrillique : Врбица) est un village de Bosnie-Herzégovine. Il est situé dans la municipalité de Žepče, dans le canton de Zenica-Doboj et dans la fédération de Bosnie-et-Herzégovine. Selon les premiers résultats du recensement bosnien de 2013, il compte 404 habitants.

## Géographie
Le village est situé au bord de la rivière Fojnica.

## Démographie

### Évolution historique de la population dans la localité
| 1948 | 1953 | 1961 | 1971 | 1981 | 1991 | 2013 |
| ---- | ---- | ---- | ---- | ---- | ---- | ---- |
| -    | -    | 461  | 527  | 550  | 600  | 404  |

|  |